# Yersiniops solitaria
Yersiniops solitaria es una especie de mantis de la familia Mantidae.

## Distribución geográfica
Se encuentra en Colorado (Estados Unidos).